# Alfoz
Alfoz est une commune de la province de Lugo en Espagne située dans la communauté autonome de Galice.
Alfoz se situe très précisément à l'antipode de la ville néozélandaise de Christchurch.
1. ↑  (en) « Antiweather », sur Antiweather (consulté le 30 mai 2022)